# Velika Lašna
Velika Lašna je naselje v Občini Kamnik.